# Předsudečné násilí
Předsudečné násilí (či násilí z nenávisti, někdy zločin z nenávisti či trestný čin z nenávisti, angl. hate crime, bias-motivated crime nebo bias crime) je takové násilí, které je motivované předsudky útočníka vztahujícími se k některé společenské skupině. Pachatel si vybírá oběť na základě (i jen domnělé) příslušnosti k této skupině osob. Příslušnost k dané skupině je daná charakteristikami, které jsou nezměnitelné, nebo jejich změnu není legitimní požadovat. Tyto charakteristiky mohou být například barva pleti, národnost či etnická příslušnost, náboženské vyznání či víra, sexuální orientace, pohlavní identita, zdravotní postižení či zdravotní stav, politické přesvědčení nebo bezdomovectví. Předsudečné násilí se může projevovat ve formě verbálních útoků, zastrašování nebo výhrůžek, fyzických útoků, sexuálních útoků nebo ekonomického násilí.

## Trestní právo v Česku
V českém právním řádu je násilí motivované nenávistí zohledněno v podobě speciálních trestných činů, anebo jako přitěžující okolnost při uložení trestního postihu. Pojetí zločinu z nenávisti se blíží nejvíce:
- § 355 trestního zákoníku (č. 40/2009 Sb.) – Hanobení národa, etnické skupiny, rasy a přesvědčení

„Kdo veřejně hanobí některý národ, jeho jazyk, některou rasu nebo etnickou skupinu, nebo skupinu osob pro jejich skutečnou nebo domnělou rasu, příslušnost k etnické skupině, národnost, politické přesvědčení, vyznání nebo proto, že jsou skutečně nebo domněle bez vyznání, bude potrestán odnětím svobody až na dvě léta. Odnětím svobody až na tři léta bude pachatel potrestán, spáchá-li čin uvedený v odstavci 1 nejméně se dvěma osobami, nebo tiskem, filmem, rozhlasem, televizí, veřejně přístupnou počítačovou sítí nebo jiným obdobně účinným způsobem.“
- respektive § 356 – Podněcování k nenávisti vůči skupině osob nebo k omezování jejich práv a svobod

„Kdo veřejně podněcuje k nenávisti k některému národu, rase, etnické skupině, náboženství, třídě nebo jiné skupině osob nebo k omezování práv a svobod jejich příslušníků, bude potrestán odnětím svobody až na dvě léta.“
- případně § 352 – Násilí proti skupině obyvatel a proti jednotlivci

„Kdo skupině obyvatel vyhrožuje usmrcením, ublížením na zdraví nebo způsobením škody velkého rozsahu, bude potrestán odnětím svobody až na jeden rok. Kdo užije násilí proti skupině obyvatel nebo jednotlivci nebo jim vyhrožuje usmrcením, ublížením na zdraví nebo způsobením škody velkého rozsahu pro jejich skutečnou nebo domnělou rasu, příslušnost k etnické skupině, národnost, politické přesvědčení, vyznání nebo proto, že jsou skutečně nebo domněle bez vyznání, bude potrestán odnětím svobody na šest měsíců až tři léta.“
- a dále podle § 42 písm. b) může jít i o přitěžující okolnost v případě jiných trestných činů

„Soud jako k přitěžující okolnosti přihlédne zejména k tomu, že pachatel ... spáchal trestný čin ze ziskuchtivosti, z pomsty, z národnostní, rasové, etnické, náboženské, třídní či jiné podobné nenávisti nebo z jiné zvlášť zavrženíhodné pohnutky.“